# NGC 3697
NGC 3697 (другие обозначения — NGC 3697A, UGC 6479, MCG 4-27-42, ZWG 126.61, HCG 53A, PGC 35347) — спиральная галактика с перемычкой (SBb) в созвездии Льва. Открыта Джоном Гершелем в 1827 году.
Этот объект входит в число перечисленных в оригинальной редакции «Нового общего каталога».
Галактика NGC 3697 входит в состав группы галактик Hickson 53. Помимо NGC 3697 в группу также входят PGC 35360, PGC 35355 и PGC 35381.
В 2020 году в галактике наблюдалась сверхновая типа Ia AT2020aavb. В NGC 3697 не наблюдается следов взаимодействия с другими галактиками. Кривая вращения этой галактики достаточно типична, с максимальным значением около 260 км/с. Поле излучения галактики в линии H-альфа асимметрично.